# Губиниха (річка)
Губиниха, Губиніха, Губинівка — річка в Україні, ліва притока Кільчені. Басейн Дніпра. 
Довжина 34 км. Площа водозбірного басейну 154 км². Похил річки 1,5 м/км. Долина трапецієподібна. Річище помірно звивисте, завширшки 3—5 м. Використовується на сільськогосподарські потреби.
Бере початок біля смт Губиниха. Тече територією Новомосковського району Дніпропетровської області.
Відстань від гирла Кільчені до місця впливу Очеруватої — 38 км.

## Етимологія назви
У 1776 році відома під назвою Губиниха, у 1850 — Губиха. Походження назви можливе від поширення
губ — загальна назва грибів, походить від праслов'янського *gqba — «щось випукле, вигнуте», спорідненого з групою слів у балтійських та іранських мовах з подібним значенням: лит. gumbas «нарост», пушту yumba «шишка», що свідчить про дуже давнє походження терміна — з індо-європейської мовної спільності. Дослівно: «Грибна річка; річка, в долині якої росте багато грибів». Утворена за допомогою складної суфіксації -ин + -івка від кореня губ-. Порівняйте з Грибиха — річка в басейні Сули. Вважають, походить від апелятива грибна «їстівні гриби, всілякі овочі… ягоди». Утворення від основи губин- і суфіксу -івка у значенні: «Річка, долина якої багата грибами, різними дикими фруктами». Не виключено, що назва походить від того ж праслов'янського *gpba через можливе антропонімічне посередництво.

## Населені пункти
Над річкою розташовані такі села та смт (від витоків до гирла): Губиниха, Миколаївка і Хуторо-Губиниха.